# 코타키나발루
코타키나발루(문화어: 꼬따끼나발루, 말레이어: Kota Kinabalu)는 말레이시아 사바주의 주도로, 말레이시아 동부 보르네오섬 최대의 도시이다. 인구는 약 60만명이다.

## 개요
19세기 말부터 영국의 북 보르네오 식민지 개발의 거점 도시가 형성되었다. 당시는 제셀턴(Jesselton)라고 불렸으며, 이후 제2차 세계대전 중에는 일본군의 점령 하에 있었던 적도 있었고, 연합군에 의한 공습으로 괴멸되었다.
1947년 영국령 북 보르네오 수도가 산다칸(Sandakan)에서 제셀톤으로 이동되었다. 그 후 북 보르네오를 사바 주로 개칭하고 1967년 이후 현재까지 코타키나발루로 불리게 되었다. "코타"는 말레이어로 Kota Kinabalu로 표기하기 때문에 KK로 널리 알려져 있다. 현재는 사바의 정치 경제의 중심임과 동시에, 해양 리조트와 키나발루 자연공원의 관문으로 알려져 있다.
이곳의 관문인 코타키나발루 국제공항에는 국적기인 말레이시아 항공 등 수많은 항공사들이 취항을 한다. 코타키나발루의 별명은 ‘황홀한 석양의 섬’이다. 이곳 바닷가에서 보는 낙조는 그리스 산토리니, 남태평양 피지와 함께 세계 3대 해넘이로 꼽히기 때문이다. 적도가 가까운 곳이라 날씨가 변덕스럽지 않고 사시사철 깨끗한 하늘과 주홍빛 노을을 볼 수 있는 섬이다.

## 교통

### 공항
- 코타키나발루 국제공항

### 철도
- 사바 주립 철도
  - 탄중아루 역

### 고속 버스
고속 버스를 타고 브루나이까지 갈 수 있다. 산다칸가는 고속 버스는 북부 교외에 있는 이나난바스타미나루 (북부 버스 터미널)에서 출발 하여, 키나발루 공원 근처를 통과한다.

### 시내 버스
도시에서는 정기적인 버스 서비스가 운영되고 있다. 버스 외에도 미니버스나 밴이 대중 교통의 대체 수단으로 사용된다. 공항 사이에 운행하는 버스가 있지만, 제한된 횟수로만 운행한다.

### 택시
관광객들이 주로 이용한다.
기본요금은 Rm15이며 구간제 요금이다. 기본적으로 US통용이 안된다.
현재는 우버(UBER)와 그랩택시(Grab Taxi)가 성행하고 있다.
2019년 현재 우버가 그랩에 통합되어 우버는 운영하지 않는다. 그랩택시만이 이용가능하다.

## 교육

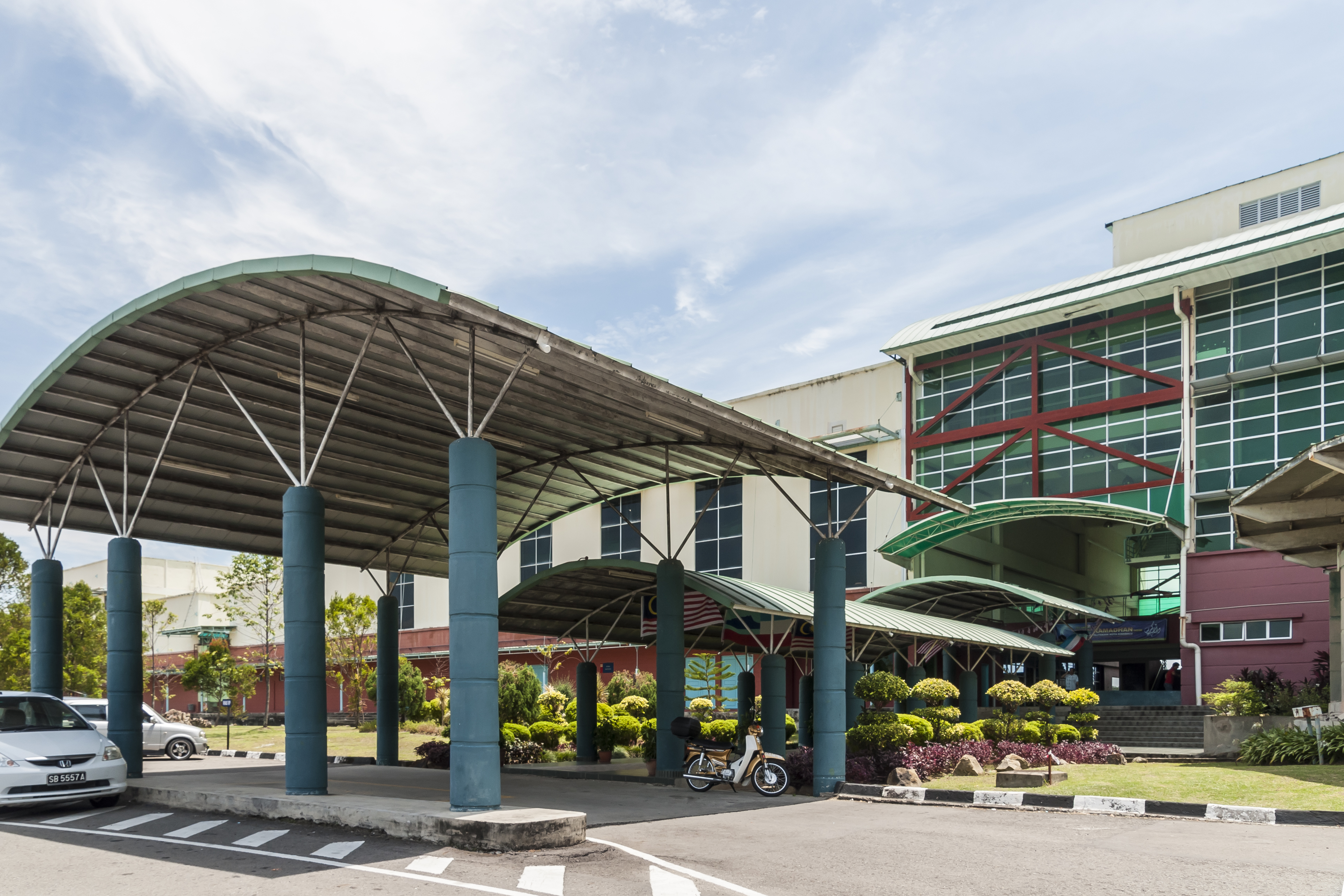
코타키나발루 폴리테크닉 대학.

코타키나발루 및 주변 도시에는 수많은 공립 및 사립 학교들과 국제 학교들이 있다. 일본인 학교도 있다. 미국이나 캐나다, 또는 이 지역과 함께했던 싱가포르에 비해 물가가 저렴하고, 또 신흥 도시로써 최근 학생들의 유학 장소로 꼽히고 있다. 코타키나발루의 사립 학교에는 다른 지역의 사립 학교에 비해 외국인 학생 수가 많은 편이나, 최근 외국인 제한 정책의 강화로 줄어드는 추세이다. 따라서 대부분의 외국인들은 차츰 국제 학교로 옮기고 있다. 참고로 외국인의 공립 학교 입학은 학생의 부모가 둘 다 워크비자를 갖고 있어야 하며, 한 쪽만 갖고 있거나 한 쪽, 또는 둘 다 아예 없을 경우 취학이 불가능하다. 단, 최우수 성적으로 학교의 명성을 알렸다면 학교에서 발탁할 수 있다. 따라서 미국처럼 외국인의 공립 학교 입학이 쉬운 편은 아니며, 초등학교는 그나마 학생들이 소수 있으나 중학교는 거의 없다.
공립 학교의 경우 코타키나발루 리카스록육 중학교(초등학교도 있음), 코타키나발루 올세인트 중학교, 코타키나발루 성 프란체스코 수녀회 여자중학교(초등학교도 있음), 코타키나발루 리카스샨타오 중학교(초등학교도 있음), 코타키나발루 리카스충화 초등학교, 코타키나발루 리카스 여자중학교 등이 있으며, 주로 기독교 계열 및 중화 계열이다. 이런 학교들의 경우 부미푸트라계 학생들과 비부미푸트라계 학생들이 서로를 경계하고, 자신들의 집단끼리만 어울려 다니는 경향이 있으나, 아직까지는 말라야 지역 공립 학교들에 비하면 심한 편은 아니다. 특히 코타키나발루리카스록육중학교는 교장이 매우 엄한 것으로 유명하다.
사립 학교의 경우 사바 충칭 중학교, 코타키나발루 키엔콕 중학교, 사바 막탑 국립 중학교, 사바 사이먼풍 초등학교, 코타키나발루 콜롬봉스리인산 학교(초·중학교 및 유치원 포함) 등이 있는데, 공립 학교에 비하면 수는 적다. 사바충칭중학교나 코타키나발루 키엔콕 중학교는 학생 수와 학교 규모가 공립 학교 못지 않게 크며, 일부 공립 학교들보다 크다. 특히 사바충칭중학교는 대학 예비 과정으로 중학교 6학년제를 택하고 있는데, 코타키나발루 내의 명문 학교로 손꼽히고 있다. 코타키나발루키엔콕중학교는 사바충칭중학교에 비해 규모도 작고, 학생 수도 적은 편이나, 그래도 다른 사립 학교들에 비하면 규모도 크고 학생 수도 훨씬 많다. 이 학교는 코타키나발루 내 사립학교들 중 유일하게 기숙사가 있다. 반면 사바막탑내셔널중학교나 사바사이먼풍초등학교, 코타키나발루콜롬봉스리인산학교는 규모는 이들 학교에 비해 규모가 작으며, 학생 수가 겨우 몇백 명 정도밖에 안 된다. 특히 코타키나발루콜롬봉스리인산학교는 학생 수가 100명 남짓 할 정도이며 한 학년 당 반이 1개 뿐이다. 한때 중학교가 코타키나발루리카스샨타오중학교 부근에 위치했으나, 콜롬봉 지역의 유치원 및 초등학교와 합쳐졌다. 이 학교는 매우 작은 규모에도 한때 다른 학교들이 부러워했다고 할 만큼 명문학교였으나, 최근들어 운영진들이 돈만 밝힌다거나 다른 학교에서 퇴학당하거나 불량학생들을 가차없이 받아들여 학교가 학생들에게 피해를 끼친다는 주장이 제기되는 등 명성이 추락하고 있다.
코타키나발루는 대표적인 유학 장소로 꼽히고 있으며, 많은 학생들이 이 지역으로 이주/유학오며 주로 사립 학교에 입학하고 있다. 하지만 최근들어 정부의 외국인 제한법 강화로 사립 학교의 입학이 어려워지면서 대부분은 국제 학교를 찾고 있으며, 특히 한국인 학생들이 지역 내에서 종종 문제를 일으킨다는 주장이 제기되면서 각 학교 운영진들이 한국인 학생들을 거부하는 일이 일어나고 있다. 특히 코타키나발루키엔콕중학교에서는 한 한국인 학생이 현지인 학생과 싸운 뒤로 문제가 매우 심각하게 불거져, 당시 재학 중이던 무고한 한국인 학생들까지 전격 퇴학시킨 사건이 발생했고, 운영진은 앞으로 한국인 학생들을 절대로 받지 않겠다고 한 바 있다.
국제 학교의 경우 세이폴 국제학교와 키나발루 국제학교가 있는데, 학비는 사립 학교의 몇 배나 될 정도로 비싸다. 그럼에도 불구하고, 교육의 질 등이 현지 학교에 비해 월등히 높으며, 한국과는 달리 현지인들도 입학이 가능하다. 말레이시아 학교들이 1월에 학기가 시작하고 총 4학기인데 반해, 국제 학교들은 9월에 학기가 시작하고 총 3학기이다. 국제학교들은 말레이시아 대학 입시 시험인 SPM 대신 영국 계열의 O-Level을 본다. 참고로 코타키나발루의 세이폴국제학교는 분교이며, 본교는 쿠알라룸푸르에 위치해 있다.
초등학교, 중학교뿐 아니라 대학교도 최근 떠오르고 있다. 코타키나발루의 제1의 대학교는 바로 사바대학교(UMS)인데, 실제로는 교육의 질이나 학교 수준이 높다기 보다는 캠퍼스 규모가 커서 유명하다. 특히 말레이시아인들이 선호하는 말라야대학교(UM), 테일러스(Taylor's), 유씨에스아이(UCSI), 인티(INTI) 등에 비해 규모가 월등히 크다. 다른 대학교로는 마라기술대학교 등이 있다.

## 기후
| 코타키나발루의 기후                                                                            | 코타키나발루의 기후 | 코타키나발루의 기후 | 코타키나발루의 기후 | 코타키나발루의 기후 | 코타키나발루의 기후 | 코타키나발루의 기후 | 코타키나발루의 기후 | 코타키나발루의 기후 | 코타키나발루의 기후 | 코타키나발루의 기후 | 코타키나발루의 기후 | 코타키나발루의 기후 | 코타키나발루의 기후 |
| 월                                                                                             | 1월                 | 2월                 | 3월                 | 4월                 | 5월                 | 6월                 | 7월                 | 8월                 | 9월                 | 10월                | 11월                | 12월                | 연간                |
| ---------------------------------------------------------------------------------------------- | ------------------- | ------------------- | ------------------- | ------------------- | ------------------- | ------------------- | ------------------- | ------------------- | ------------------- | ------------------- | ------------------- | ------------------- | ------------------- |
| 역대 최고 기온 °C (°F)                                                                         | 35.0 (95.0)         | 35.2 (95.4)         | 35.7 (96.3)         | 36.0 (96.8)         | 36.5 (97.7)         | 36.3 (97.3)         | 35.9 (96.6)         | 36.4 (97.5)         | 36.1 (97.0)         | 34.8 (94.6)         | 34.8 (94.6)         | 34.2 (93.6)         | 36.5 (97.7)         |
| 일평균 최고 기온 °C (°F)                                                                       | 31.3 (88.3)         | 31.4 (88.5)         | 32.1 (89.8)         | 33.0 (91.4)         | 33.1 (91.6)         | 32.6 (90.7)         | 32.3 (90.1)         | 32.4 (90.3)         | 32.2 (90.0)         | 31.8 (89.2)         | 31.9 (89.4)         | 31.7 (89.1)         | 32.1 (89.8)         |
| 일일 평균 기온 °C (°F)                                                                         | 26.9 (80.4)         | 26.9 (80.4)         | 27.5 (81.5)         | 28.1 (82.6)         | 28.2 (82.8)         | 27.9 (82.2)         | 27.6 (81.7)         | 27.7 (81.9)         | 27.5 (81.5)         | 27.2 (81.0)         | 27.2 (81.0)         | 27.1 (80.8)         | 27.5 (81.5)         |
| 일평균 최저 기온 °C (°F)                                                                       | 23.5 (74.3)         | 23.6 (74.5)         | 23.9 (75.0)         | 24.5 (76.1)         | 24.7 (76.5)         | 24.4 (75.9)         | 24.1 (75.4)         | 24.1 (75.4)         | 24.0 (75.2)         | 24.0 (75.2)         | 24.0 (75.2)         | 23.9 (75.0)         | 24.1 (75.4)         |
| 역대 최저 기온 °C (°F)                                                                         | 18.0 (64.4)         | 17.0 (62.6)         | 18.0 (64.4)         | 18.0 (64.4)         | 18.0 (64.4)         | 18.0 (64.4)         | 17.0 (62.6)         | 16.0 (60.8)         | 17.0 (62.6)         | 19.0 (66.2)         | 18.0 (64.4)         | 18.0 (64.4)         | 16.0 (60.8)         |
| 평균 강수량 mm (인치)                                                                          | 140.7 (5.54)        | 78.1 (3.07)         | 93.1 (3.67)         | 123.4 (4.86)        | 212.3 (8.36)        | 283.9 (11.18)       | 288.3 (11.35)       | 278.6 (10.97)       | 287.3 (11.31)       | 387.3 (15.25)       | 283.3 (11.15)       | 261.8 (10.31)       | 2,718.1 (107.01)    |
| 평균 강수일수 (≥ 1.0 mm)                                                                       | 9.2                 | 6.6                 | 7.0                 | 9.4                 | 12.2                | 12.8                | 14.0                | 14.0                | 14.3                | 18.0                | 15.8                | 14.1                | 147.4               |
| 평균 상대 습도 (%)                                                                             | 83                  | 82                  | 81                  | 80                  | 81                  | 80                  | 79                  | 78                  | 81                  | 82                  | 83                  | 83                  | 81                  |
| 평균 월간 일조시간                                                                             | 187.7               | 194.8               | 233.4               | 245.3               | 228.8               | 197.6               | 204.9               | 196.7               | 180.7               | 191.9               | 192.5               | 197.5               | 2,451.8             |
| 출처 1: 세계기상기구 (평년값: 1991년~2020년)                                                   |                     |                     |                     |                     |                     |                     |                     |                     |                     |                     |                     |                     |                     |
| 출처 2: 미국 해양대기청 (일조시간: 1961년~1990년), 독일 기상청 (극값: 1946년~2020년, 상대습도) |                     |                     |                     |                     |                     |                     |                     |                     |                     |                     |                     |                     |                     |

## 숙박
코타키나발루에는 자연을 잘 살린 리조트가 곳곳에 세워져 있다.
- 샹그릴라/ 탄중아루
- 샹그릴라 라사 리아 리조트
- 수트라 하버(퍼시픽, 마젤란)
- 넥서스 리조트 카람부나이
- 르 메르디앙
- 프롬나드 호텔
- 하얏트 리젠시
- 그랜드 보르네오 호텔

## 관광
- 사바 주립 박물관

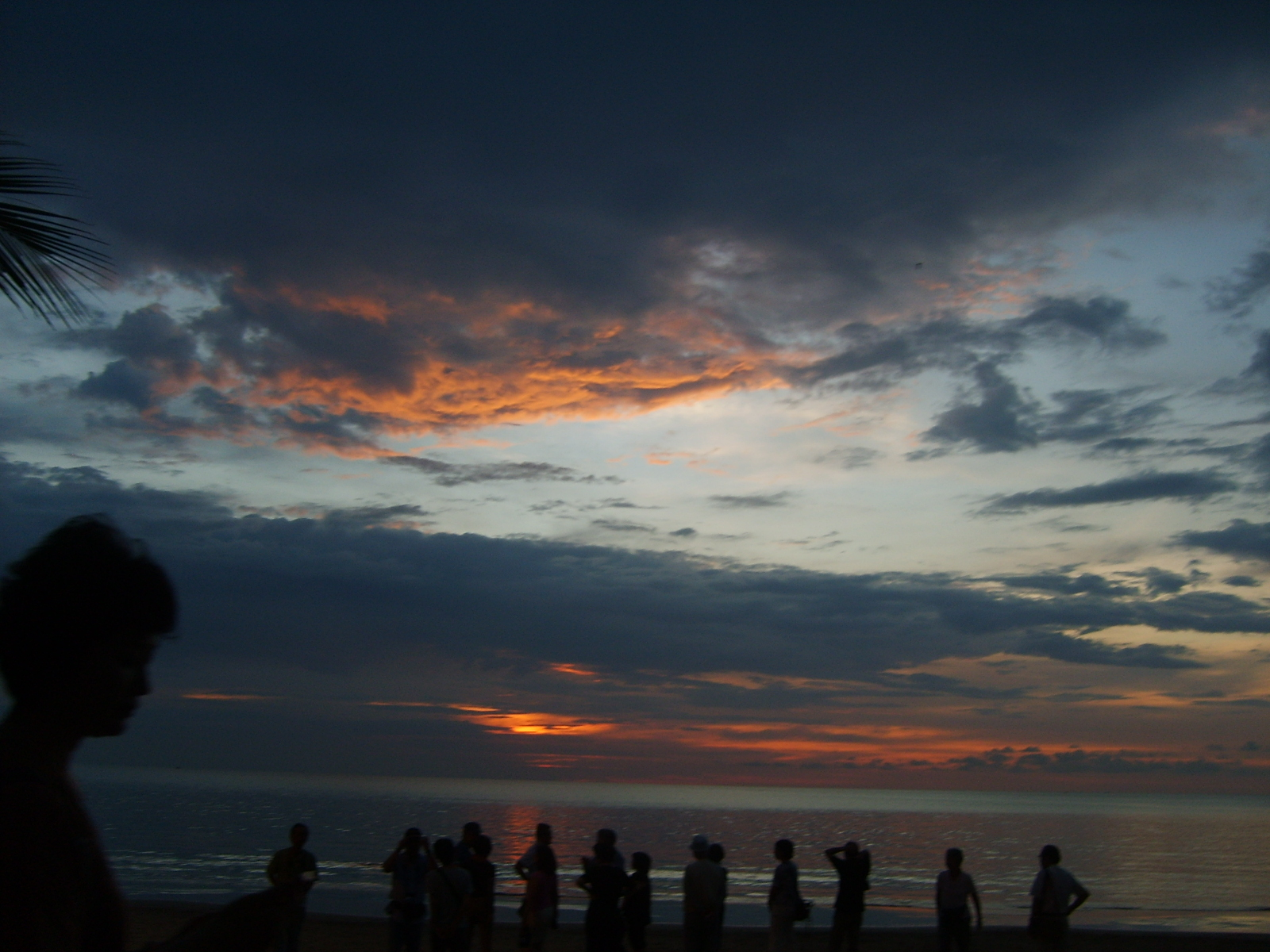

- 키나발루와 키나발루 국립공원(키나발루 산)
- 포링 온천
- 풀라우 티가
- 탄중아루 해변
- 키나발루 산
- 워터프론트
- 블루, 핑크 모스크
- 멈바꿋

## 갤러리

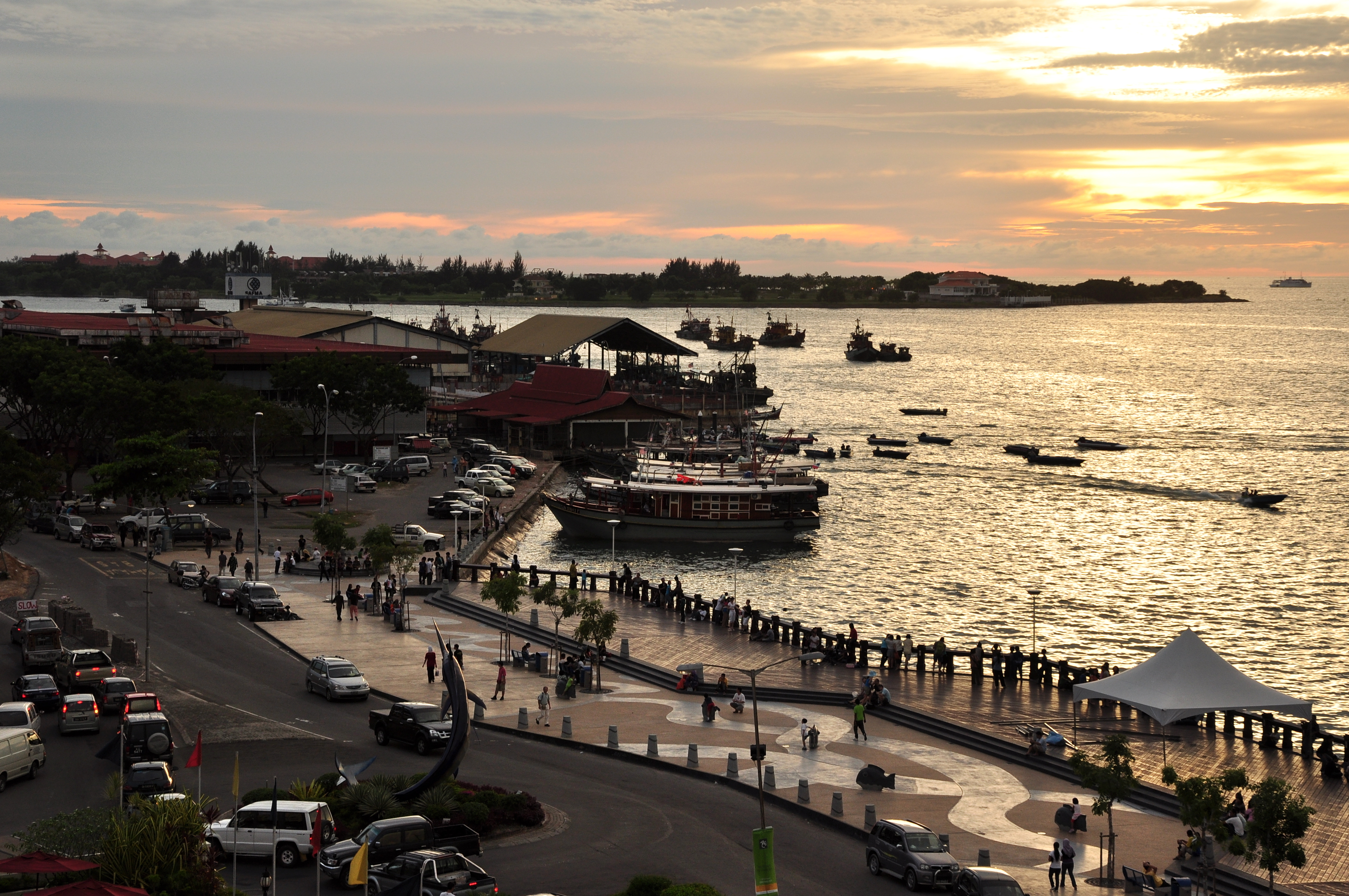
코타키나발루의 석양
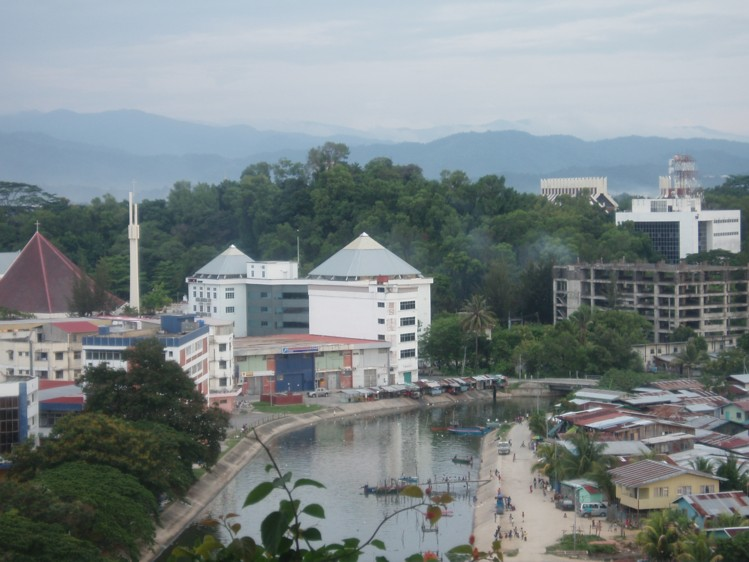
코타키나발루 남부
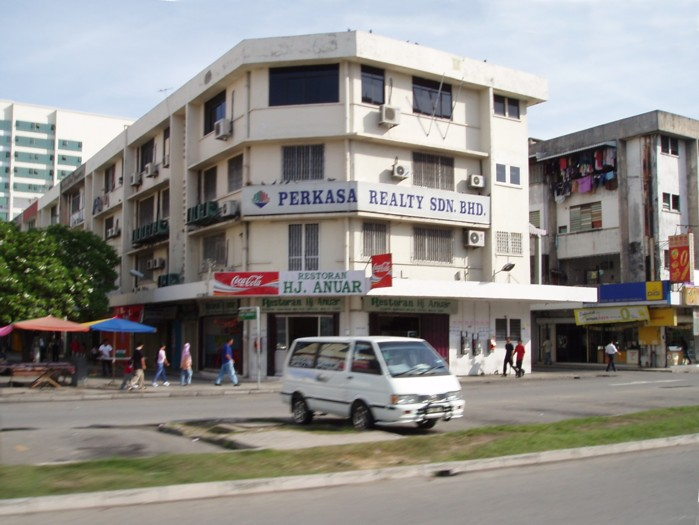
신수란 쇼핑 센터
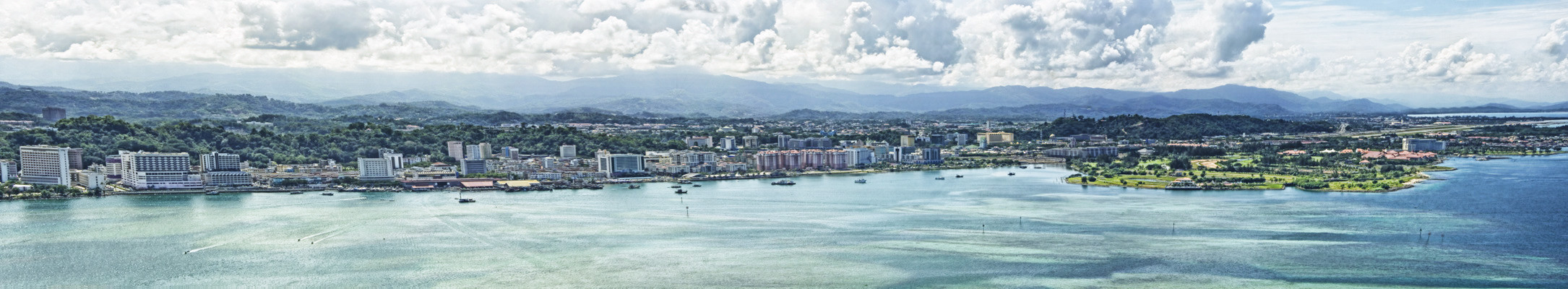
남중국해에서 본 코타키나발루의 파노라마
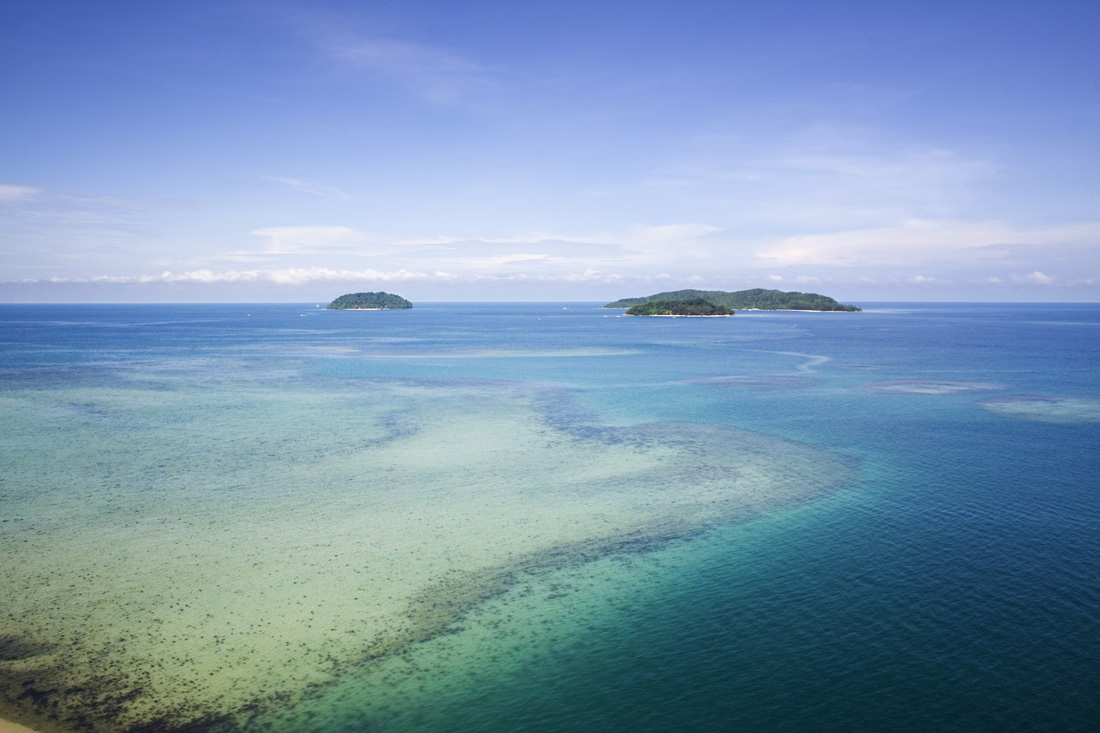
코타키나발루 시내에서 본 오션 뷰
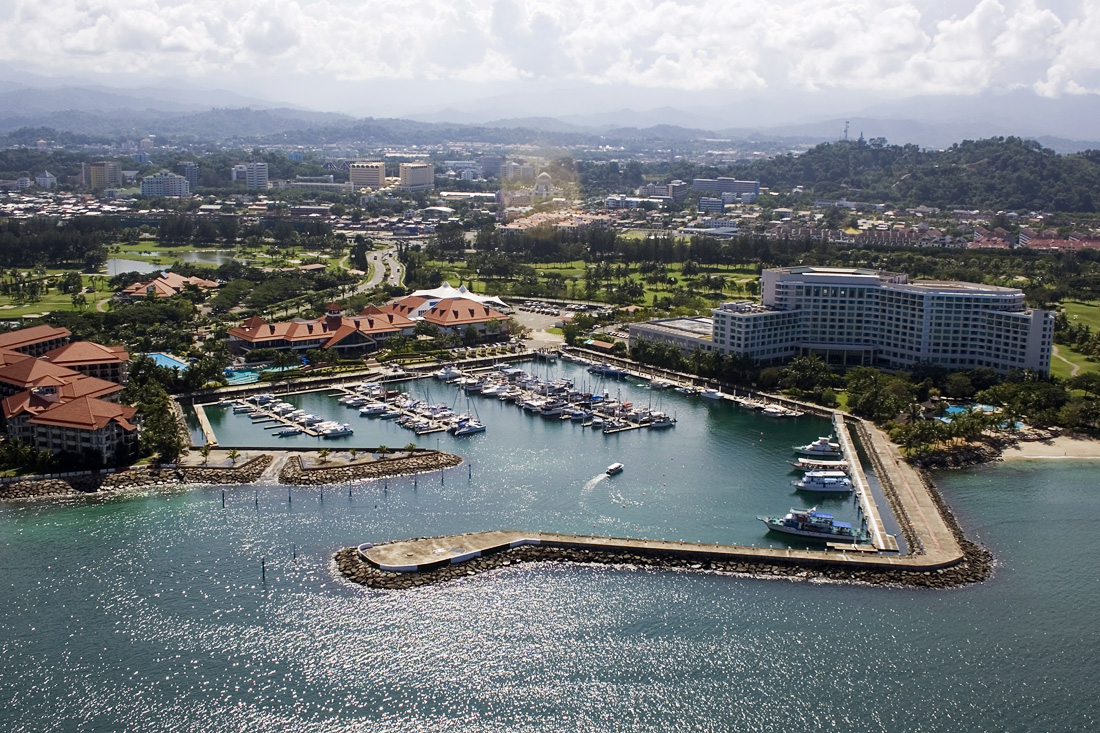
수트라 하버 리조트
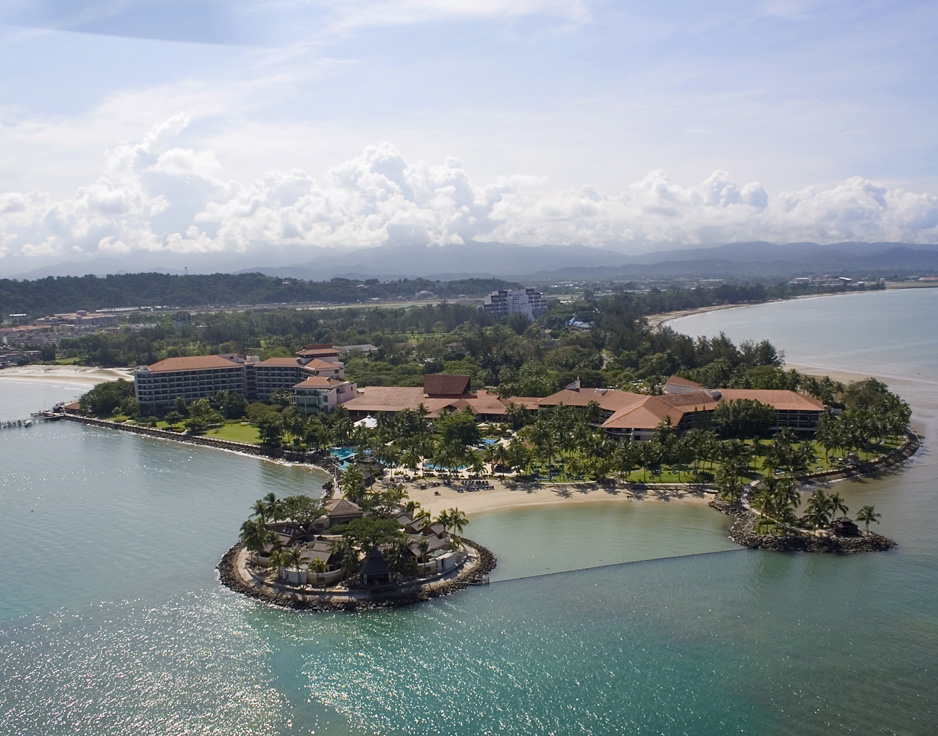
샹그릴라 탄중 아루 비치 호텔
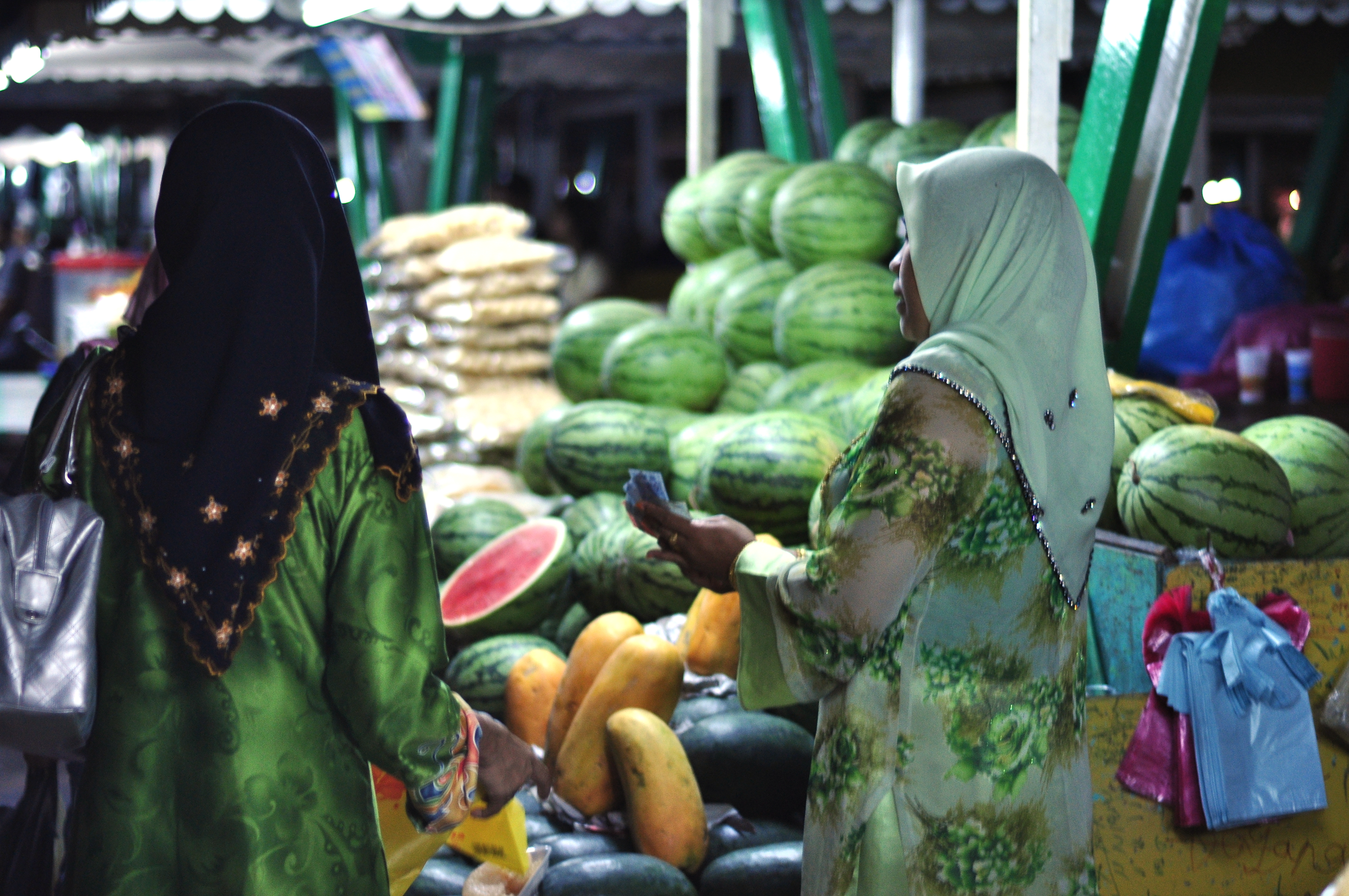
시장에서 수박을 사는 여인
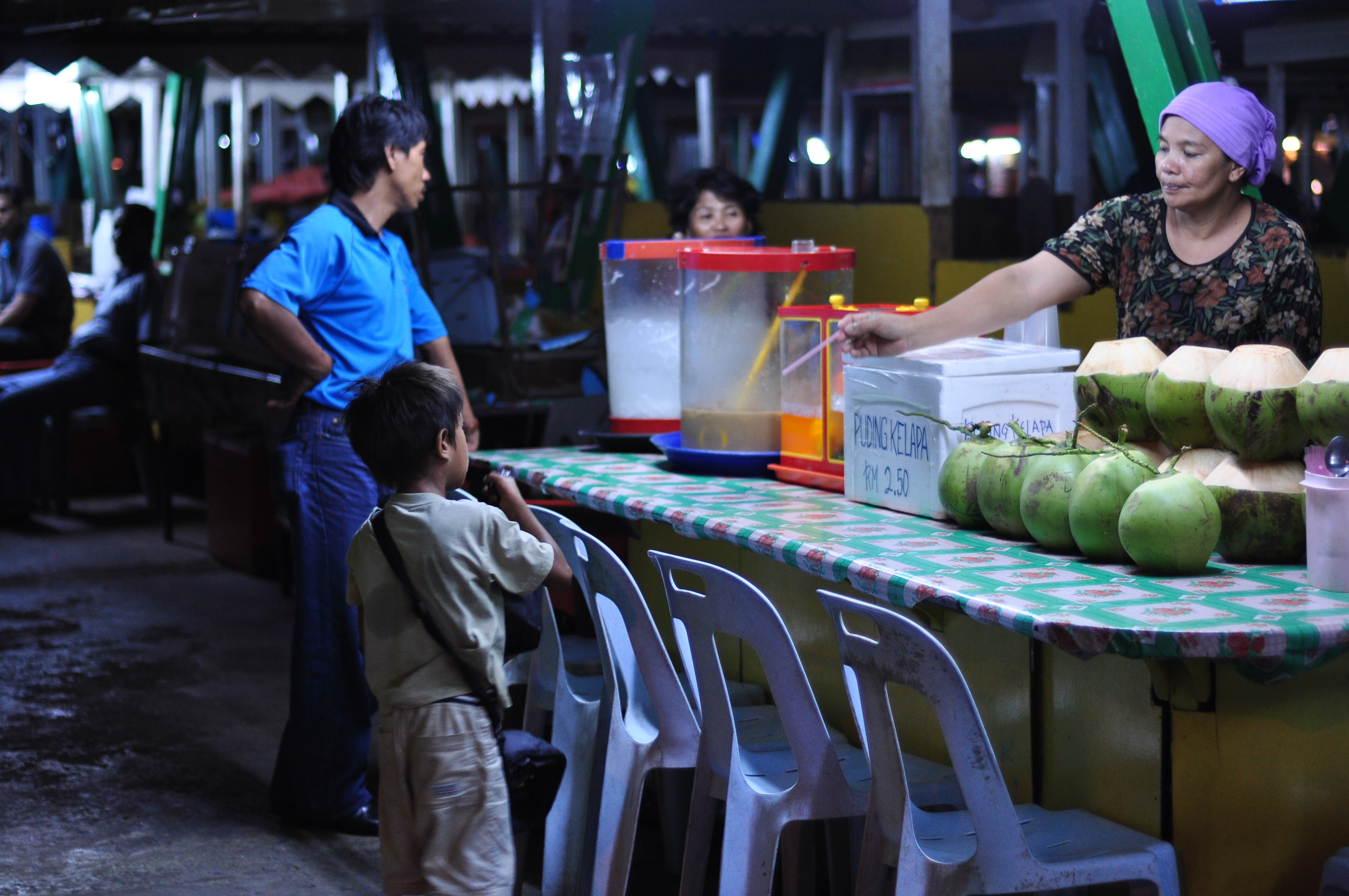
시장에서 코코넛 음료를 사는 아이
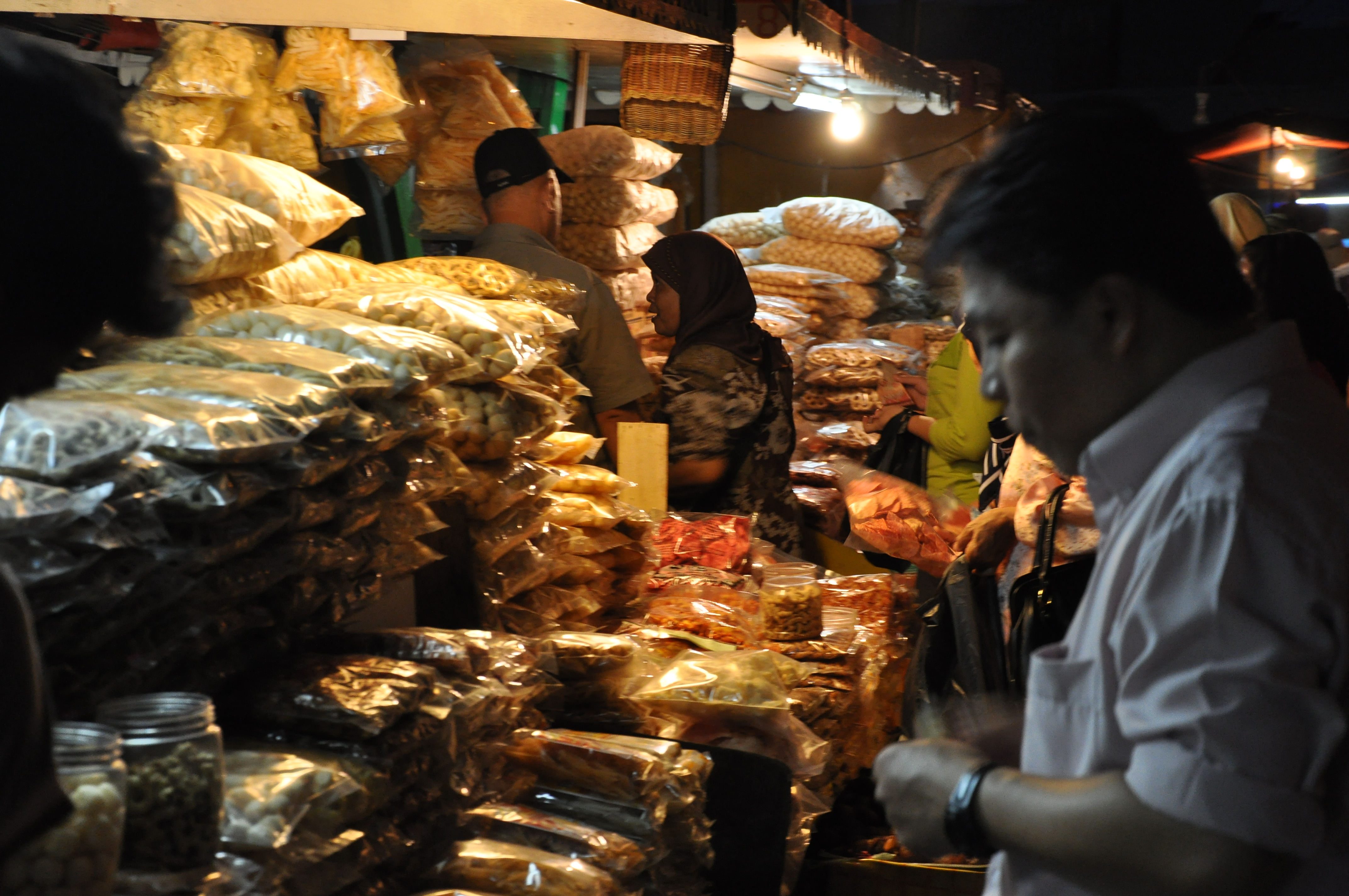
시장 가판대에서 물건을 사는 남자
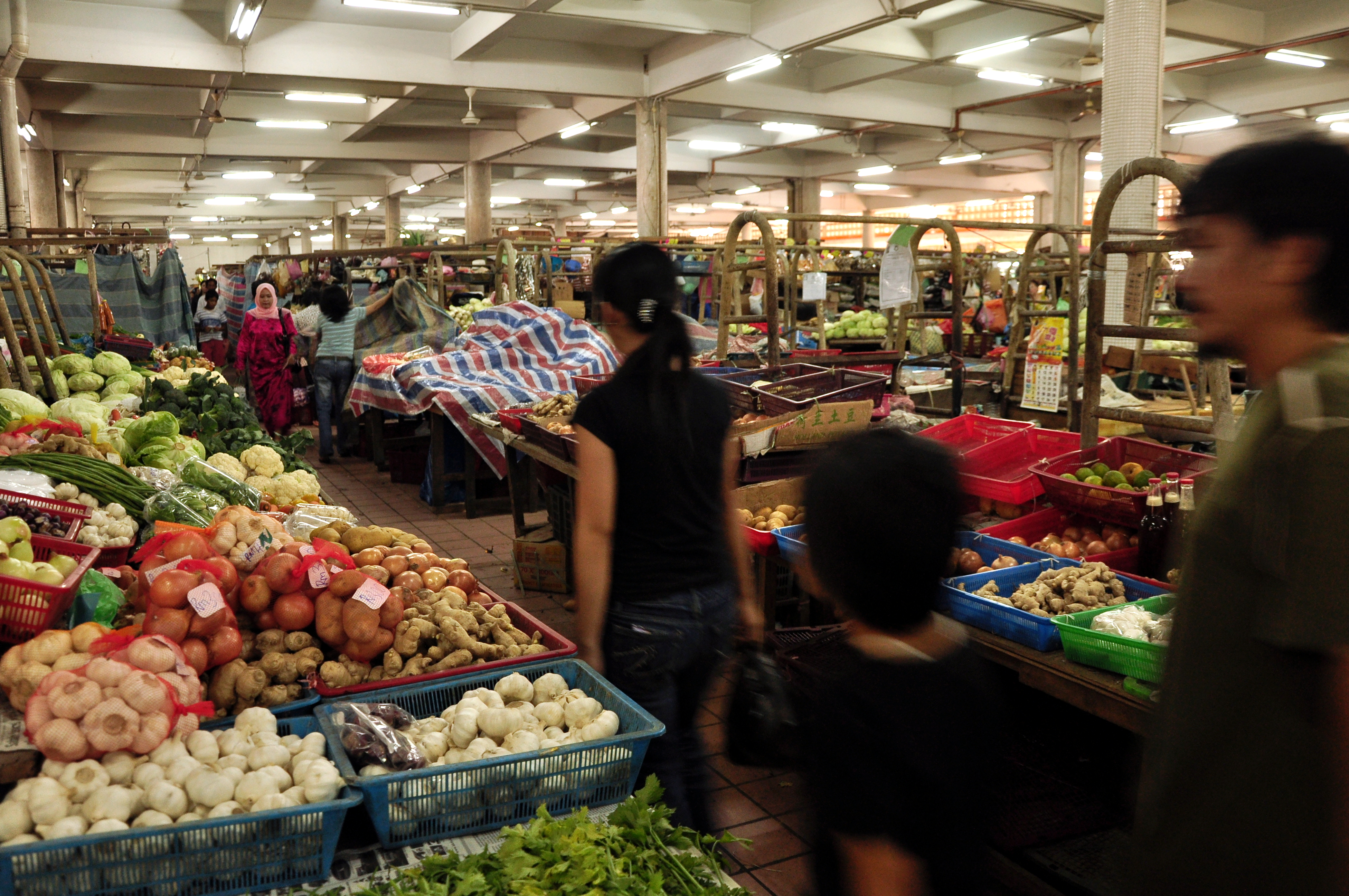
시장 풍경
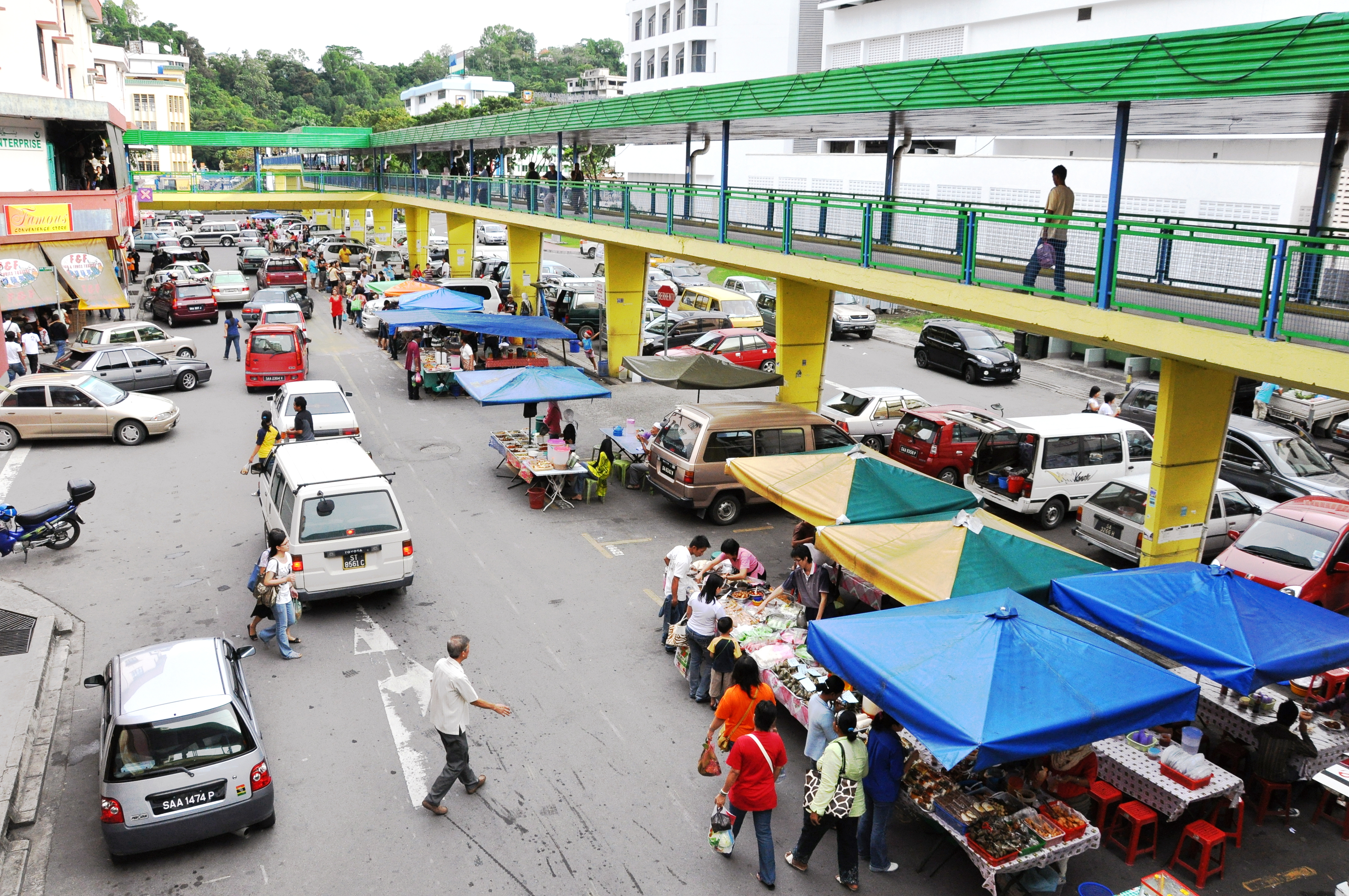
거리 풍경
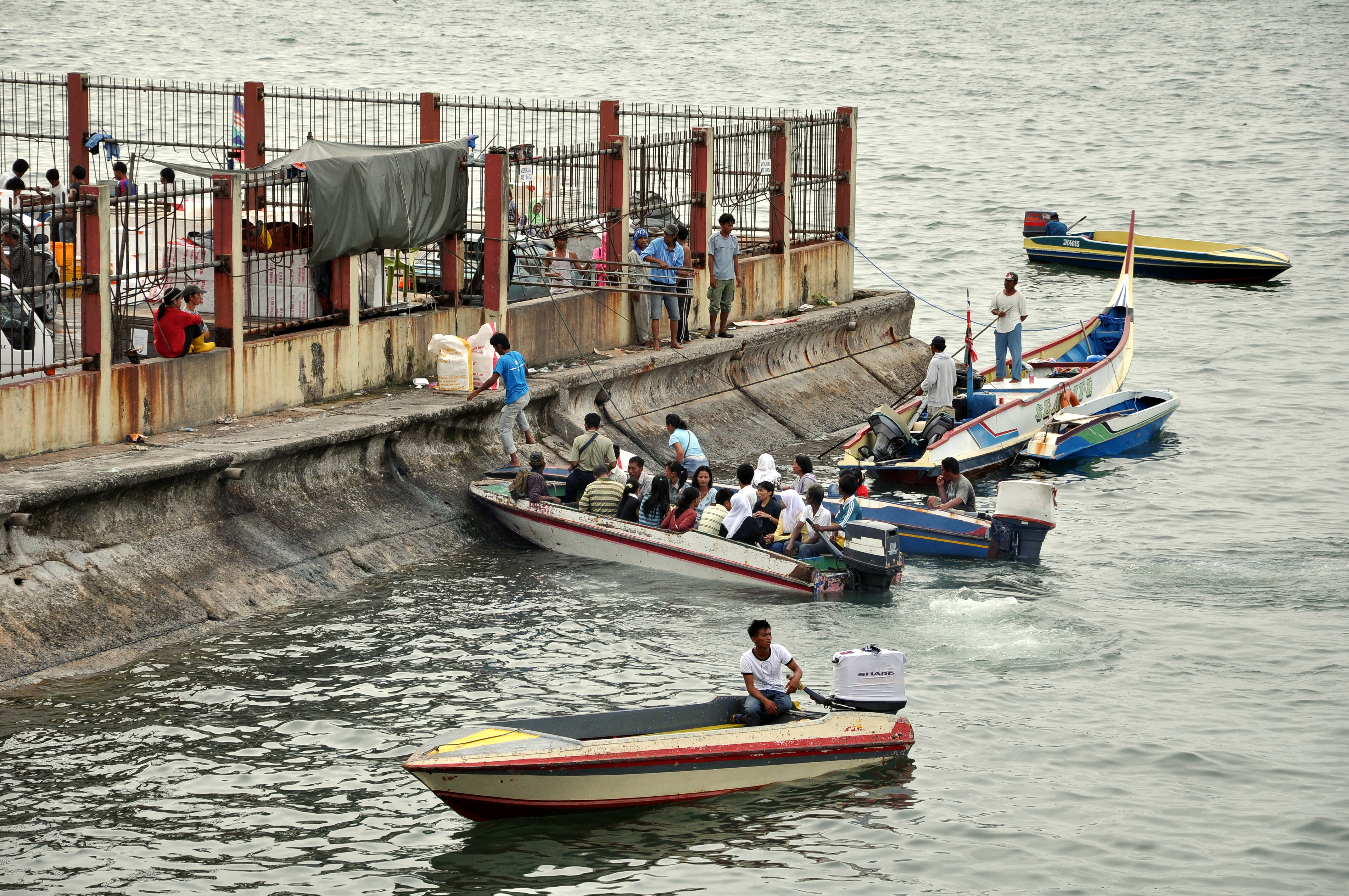
수산시장 근처의 보트 정류장
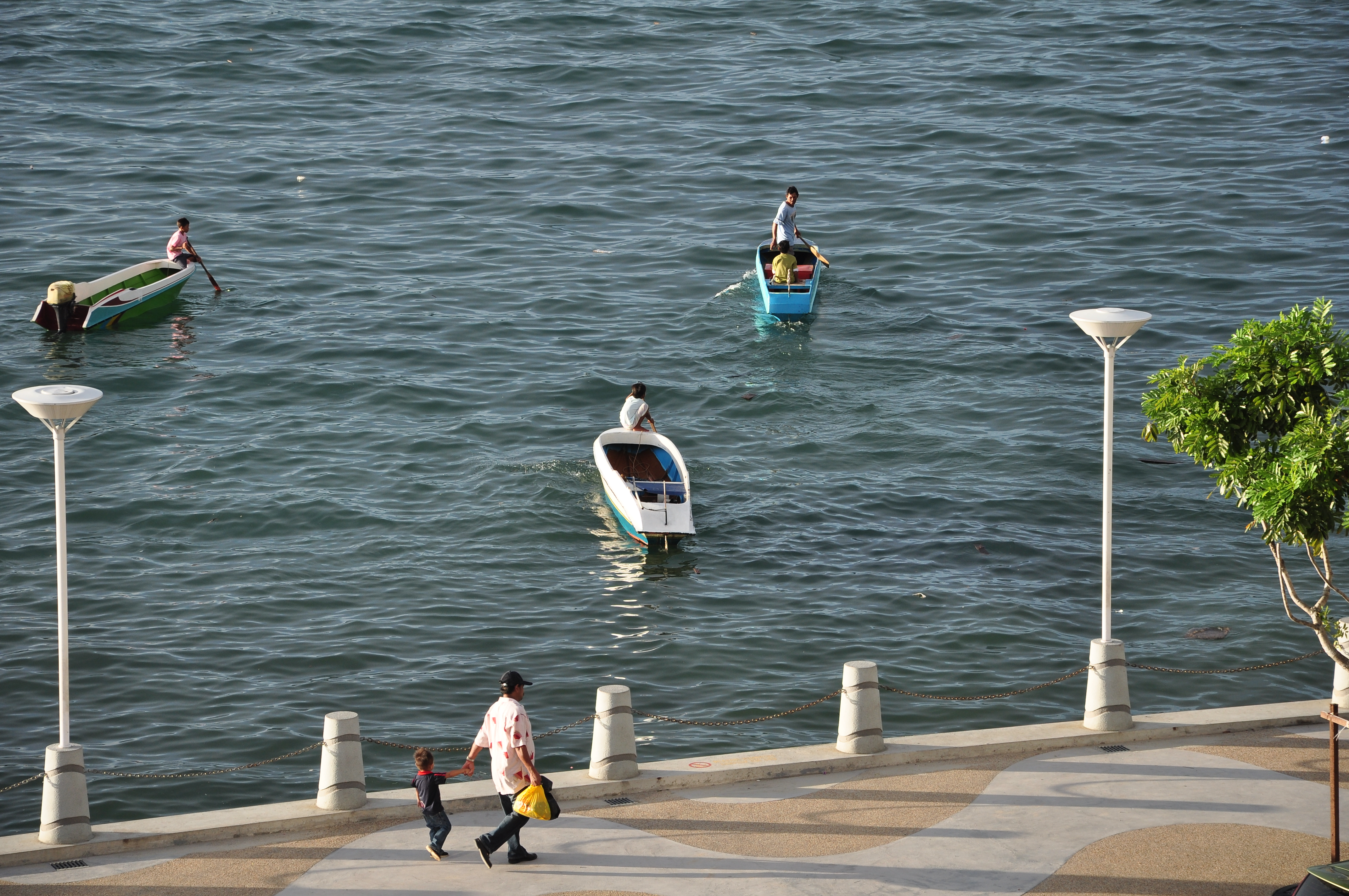
KK 해안의 보트 놀이
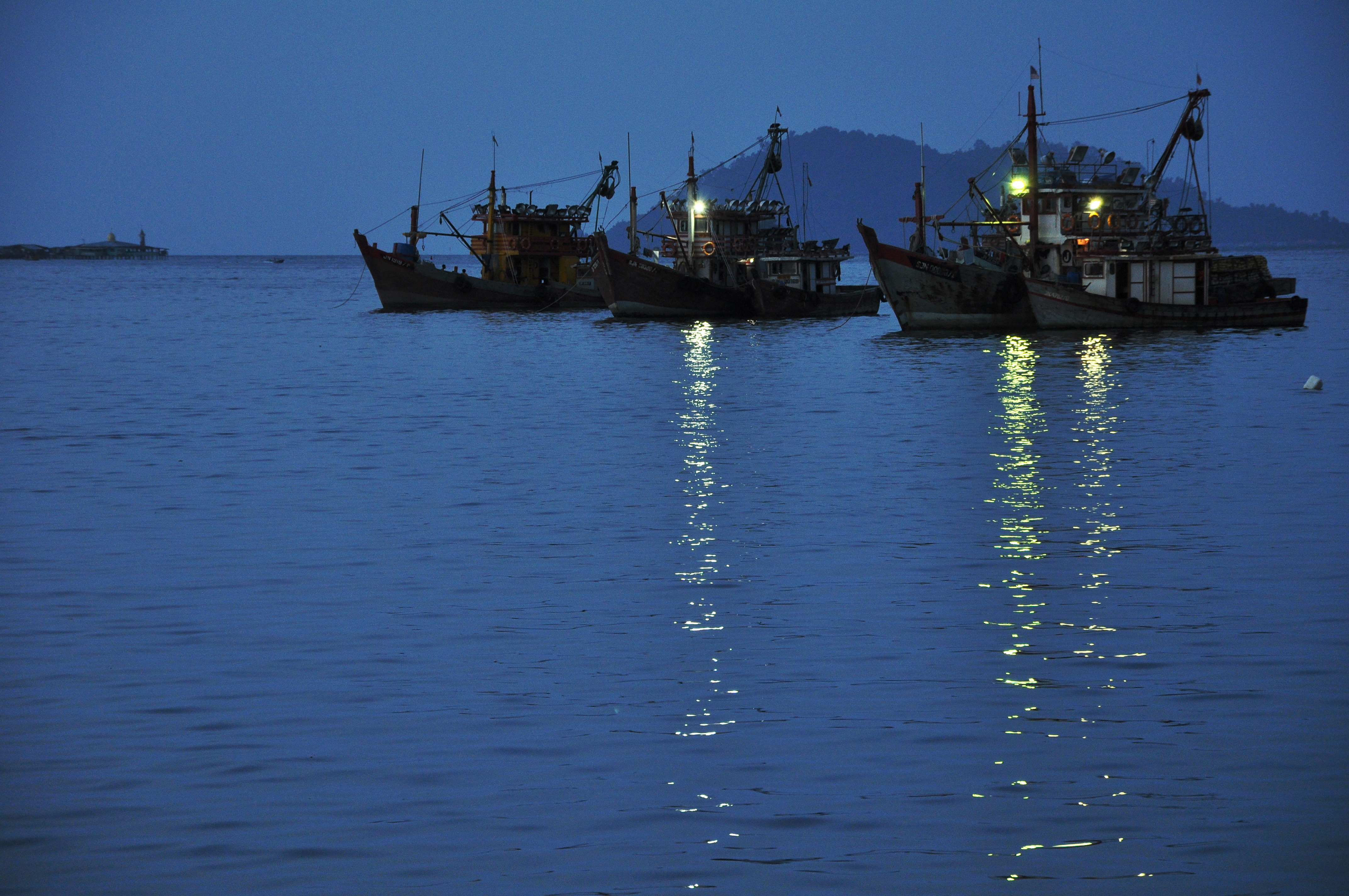
KK 부두에서 본 낚시배
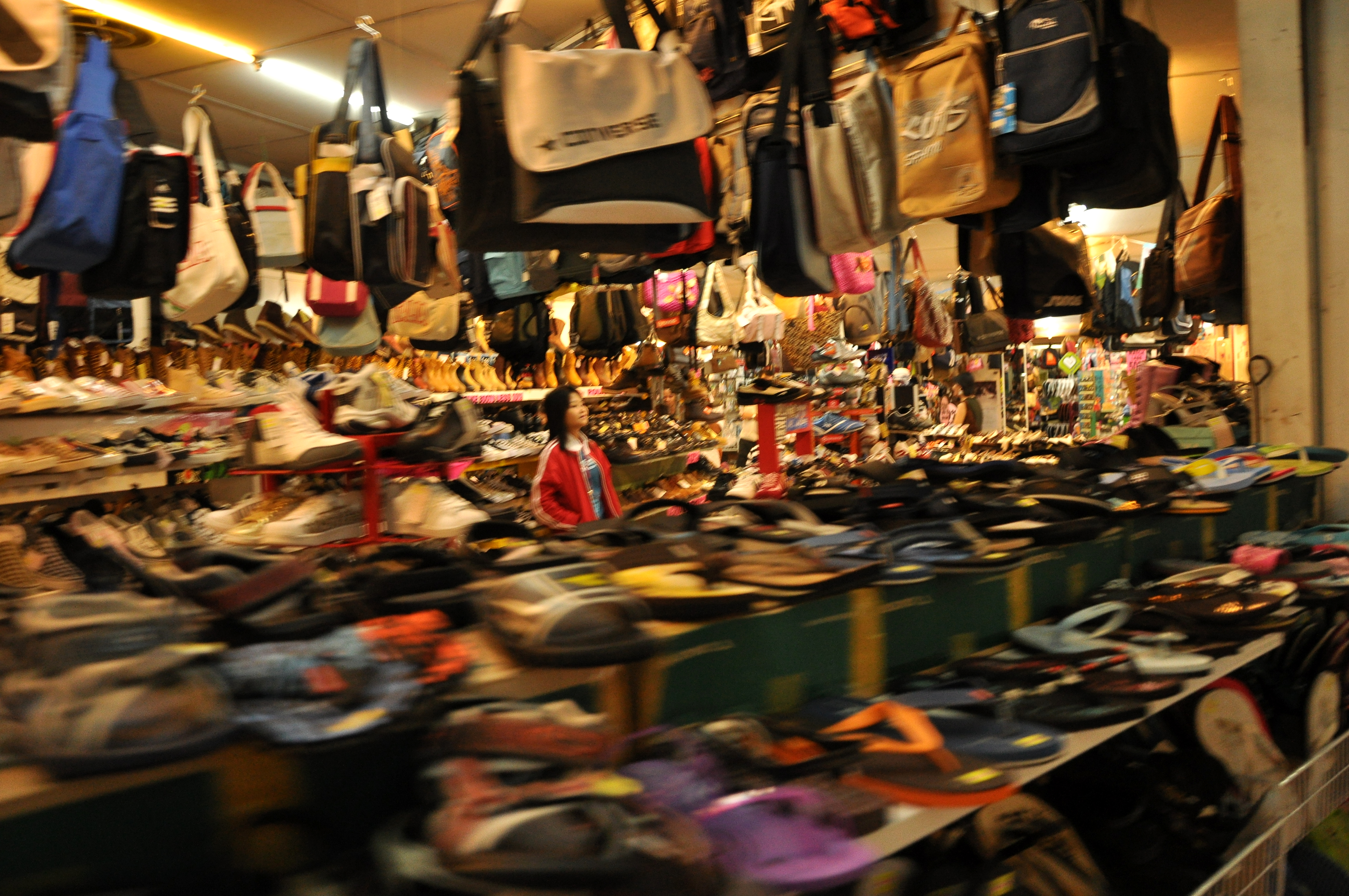
센터 포인트몰의 쇼핑
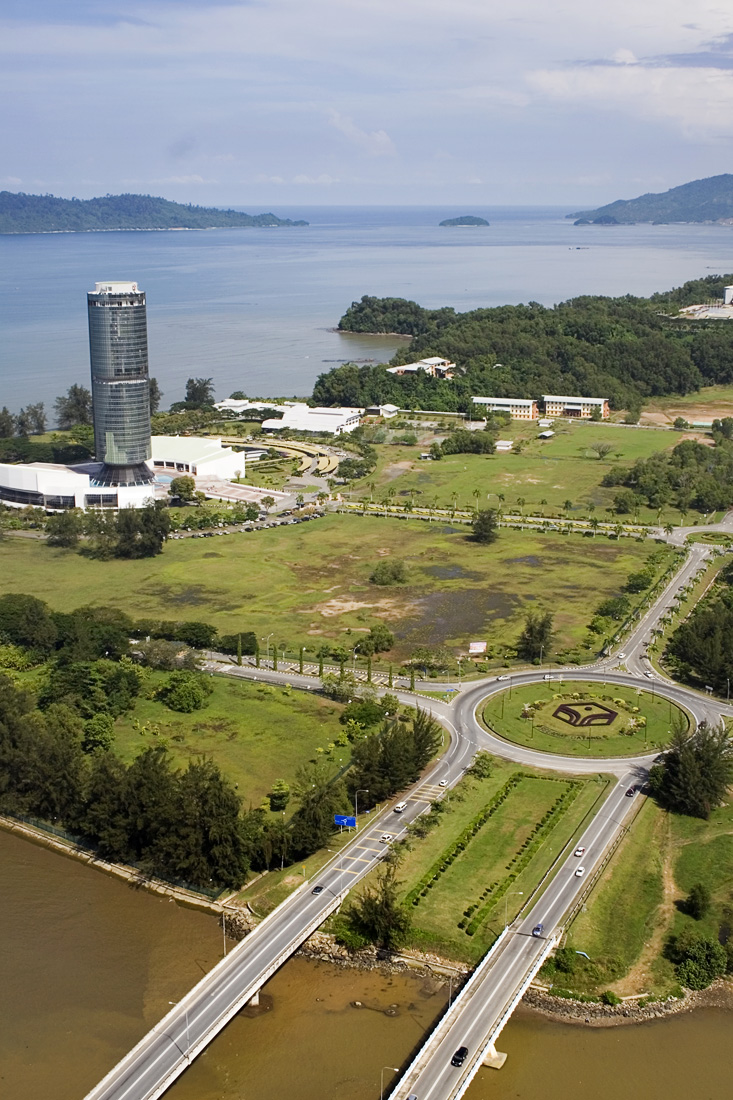
사바 재단 빌딩
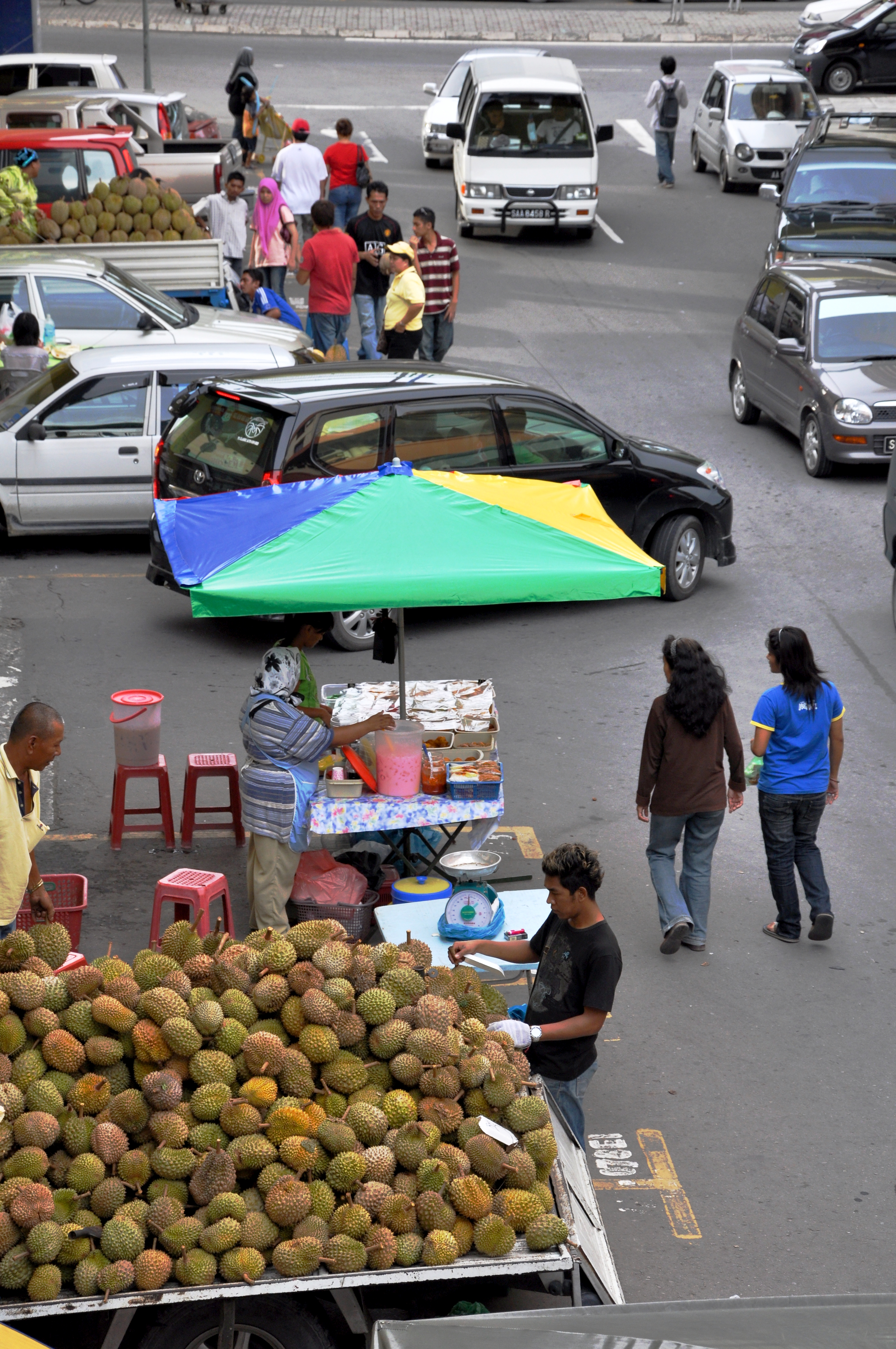
KK 거리에서 파는 두리안
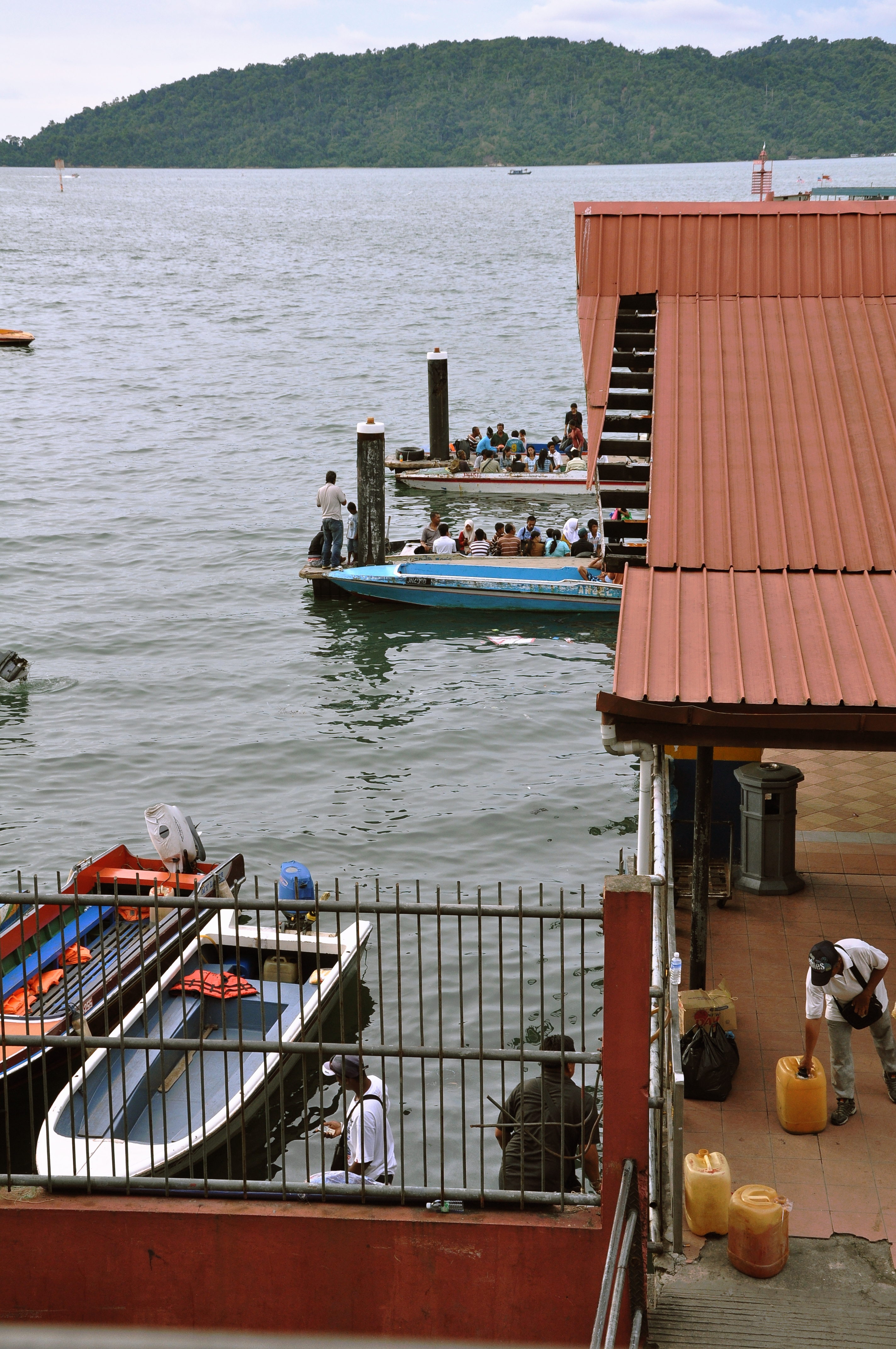
가야 섬 필리핀인 마을을 가는 제티보트

## 자매 도시
- 대한민국 용인시
- 오스트레일리아 로킹엄
- 러시아 블라디보스토크
- 중국 허위안 시
- 태국 랏차부리 주

## 같이 보기
- 키나발루 산
- 탄중아루
- 피남팡
- 파파르